# Perissomyrmex bidentatus
Perissomyrmex bidentatus is een mierensoort uit de onderfamilie van de Myrmicinae. De wetenschappelijke naam van de soort is voor het eerst geldig gepubliceerd in 2006 door Zhou & Huang.